# Hormonsko zdravljenje
Hormonsko zdravljenje je katerokoli zdravljenje, pri katerem se dodajajo, zavirajo ali odstranjujejo hormoni iz organizma. Pri nekaterih bolezenskih stanjih se hormoni nadomeščajo zaradi nizkih vrednosti v organizmu (na primer inzulin pri sladkorni bolezni, ženski hormoni pri menopavzi). V nekaterih oblikah zdravljenja raka se uporabljajo zdravila, ki zavirajo delovanje telesnih hormonov. Hormonsko zdravljenje lahko temelji tudi na kirurškem posegu, pri katerem z operacijo odstranijo žlezo oziroma žleze, ki določen hormon proizvajajo.
Različne vrste hormonskega zdravljenja so na primer:
- hormonsko nadomestno zdravljenje – nadomeščanje ženskih spolnih hormonih pri ženskah v menopavzi. V menopavzi se v telesu namreč znižajo ravni estrogena in progesterona in cilj njunega nadomeščanja je ublažiti simptome menopavze;[2][3]
- nadomestno zdravljenje z rastnim hormonom pri pomanjkanju rastnega hormona;[4]
- nadomestno zdravljenje s ščitničnimi hormoni pri hipotiroidizmu;[5]
- hormonska kontracepcija – preprečevanje zanositve s polsintetičnimi estrogeni in/ali progestogeni;[6]
- hormonsko zdravljenje raka – način zdravljenja nekaterih vrst raka, ki temelji na znižanju nivoja spolnih (ženskih ali moških) hormonov oziroma na zasedbi hormonskih receptorjev, na katere se vežejo ti hormoni. Uspešno se uporablja zlasti v zdravljenju raka dojke in raka prostate.[7]